# Gastrochaena frondosa
Gastrochaena frondosa is een tweekleppigensoort uit de familie van de Gastrochaenidae. De wetenschappelijke naam van de soort is voor het eerst geldig gepubliceerd in 1934 door Cotton.